# Sesleria coerulans
Sesleria coerulans là một loài thực vật có hoa trong họ Hòa thảo. Loài này được Friv. miêu tả khoa học đầu tiên năm 1836.